# Шарпантье, Франсуа-Филипп
Франсуа-Филипп Шарпантье (фр. François-Philippe Charpentier; 3 октября 1734, Блуа — 22 июля 1817, Блуа) — французский гравёр и механик-изобретатель.

## Жизнь и творчество
Сын скромного переплётчика, Франсуа-Филипп Шарпантье некоторое время учился в коллеже иезуитов в Блуа, прежде чем поступить учеником в гравировальную мастерскую в Париже.
Став профессиональным гравёром, он создавал оригинальные композиции и гравюры по картинам и рисункам таких художников, как Карл Ванлоо («Персей и Андромеда»), Гверчино («Усекновение главы Иоанна Крестителя») и Жана-Батиста Грёза.
Считается, что в 1754 году Шарпантье, вдохновлённый техникой лависа, изобрёл гравюру акватинтой. Это изобретение было признано Королевской Академией. На самом деле авторство этого нового вида офорта приписывают Жану Батисту Лепренсу либо Жану-Шарлю Франсуа или аббату Ришару де Сен-Нону, якобы изобретшему запудривание доски асфальтовой пылью. Отдельные исследователи указывают, что асфальт с этой целью был впервые применён в Англии, и только впоследствии во Франции. Как бы то ни было, появление этой манеры всеми исследователями относится к 60-м — 70-м годам XVIII века.
Тем не менее новая техника, которой Шарпантье якобы обучил аббата де Сен-Нона и которую он продал графу Келюсу, принесла ему титул «механика короля» (mécanicien du roi), а также помещение для мастерской в Луврском дворце в Париже.
Шарпантье также изобрёл машины для распиловки брёвен, сверления орудийных стволов, плетения узоров для кружевниц, а также новые системы пожарных насосов, освещения и световых сигналов маяков.
Во время Революции Шарпантье лишился квартиры в Лувре, но затем получил новую в галерее Гобеленов. Он жил в бедности и умер в 1817 году в Блуа, в доме своей старшей дочери, мадам Деспаранш.